# تود إدواردز
تود إدواردز (بالإنجليزية: Todd Edwards)‏ هو منتج أسطوانات أمريكي، ولد في 9 ديسمبر 1972 في Bloomfield, New Jersey ‏ في الولايات المتحدة.

## وصلات خارجية
- تود إدواردز على موقع IMDb (الإنجليزية)
- تود إدواردز على موقع ميوزك برينز (الإنجليزية)
- تود إدواردز على موقع أول ميوزيك (الإنجليزية)
- تود إدواردز على موقع ديسكوغز (الإنجليزية)
- تود إدواردز على موقع قاعدة بيانات الفيلم (الإنجليزية)